# Đồ ăn sơ chế sẵn

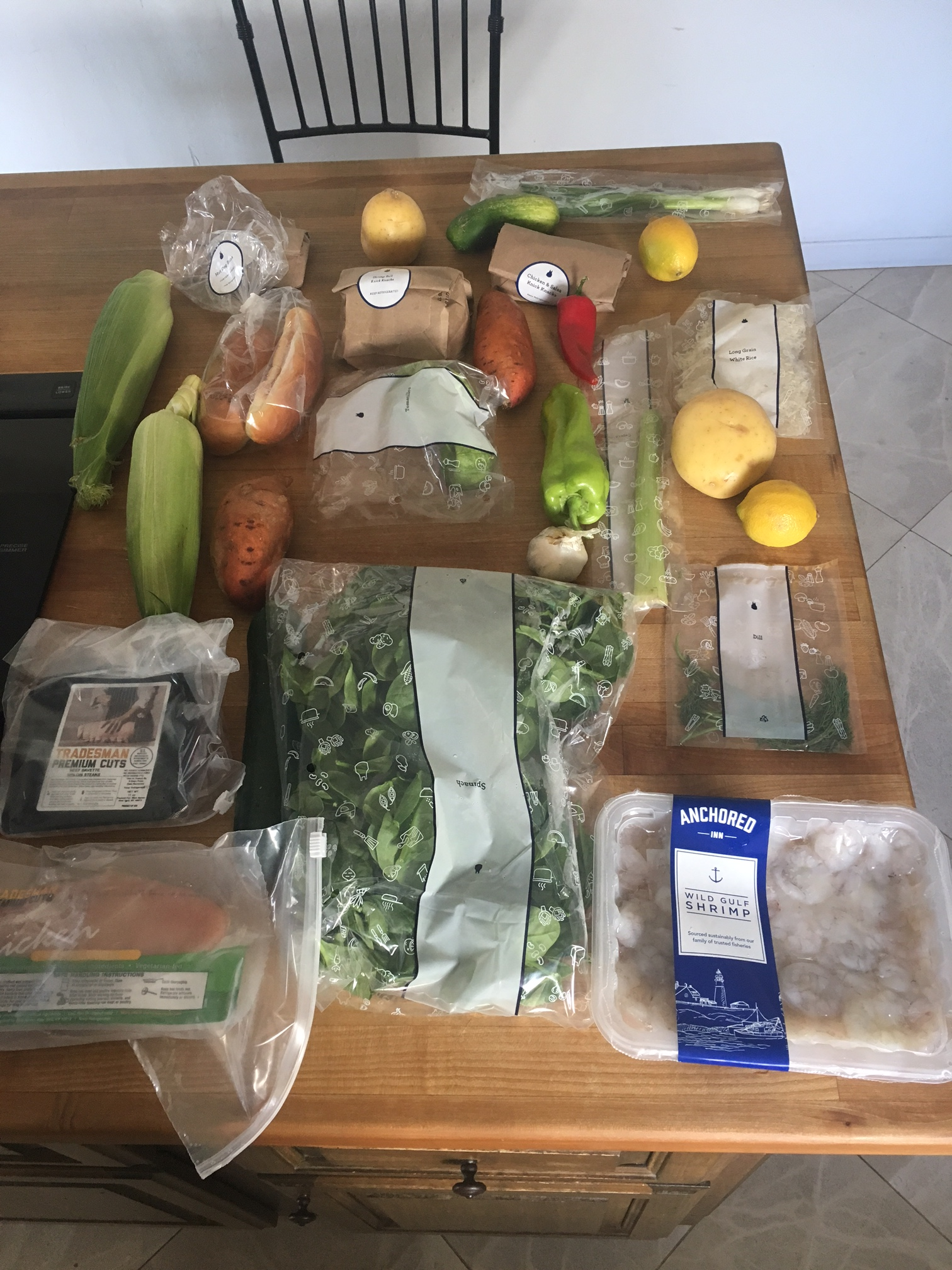
Nội dung của một gói đồ ăn sơ chế sẵn

Đồ ăn sơ chế sẵn (meal kit) là một mô hình kinh doanh dịch vụ ăn uống có đăng ký trong đó một công ty gửi cho khách hàng các nguyên liệu và công thức thực phẩm được chuẩn bị trước và đôi khi được chuẩn bị một phần để chuẩn bị bữa ăn nấu tại nhà. Dịch vụ gửi bữa ăn nấu sẵn hoàn toàn được gọi là dịch vụ giao bữa ăn. Mô hình đăng ký này đã được trích dẫn như một ví dụ về việc cá nhân hóa ngành thực phẩm và đồ uống đang trở nên phổ biến hơn.. Không nên nhầm lẫn đồ ăn sơ chế sẵn với thực phẩm tiện lợi, vốn là thực phẩm được nấu chín và được "nấu" tại cơ sở nhà bếp trước khi vận chuyển — thường được đựng trong thùng lạnh.

## Lịch sử
Mô hình kinh doanh này bắt nguồn từ Thụy Điển, và các nguồn mâu thuẫn nhau cho rằng hoặc Kicki Theander thành lập Middagsfrid (tạm dịch là “niềm hạnh phúc trong bữa tối”) vào năm 2007, hoặc Linas Matkasse, được thành lập vào năm 2008 bởi anh chị em Niklas Aronsson và Lina Gebäck, là các doanh nghiệp đầu tiên trong ngành này. Middagsfrid nhanh chóng lan rộng ra một số quốc gia Bắc Âu khác và truyền cảm hứng cho hàng loạt đối thủ cạnh tranh.  Ba công ty sản xuất đồ ăn sơ chế sẵn đã gia nhập thị trường Hoa Kỳ  gần như cùng thời điểm vào năm 2012: Blue Apron, HelloFresh (đã hoạt động ở Châu Âu) và Plated.